# St. Gallus (Birkenhördt)
Die Pfarrkirche St. Gallus ist die katholische Dorfkirche von Birkenhördt (Landkreis Südliche Weinstraße). 

## Geschichte
Sie wurde 1861 nach Plänen des Architekten Ludwig Hagemann auf einer kleinen Anhöhe im Zentrum des Dorfes errichtet. Er schuf im Stil der Neugotik einen stattlichen, teilweise verputzten Sakralbau aus rotem Sandstein.

## Ausstattung
Im Innenraum der Kirche zeigt die Ausmalung des Deckengewölbes die Himmelsleiter flankiert von den zwölf Aposteln. Kunsthistorisch bedeutsam ist das Gemälde Christus am Ölberg des Würzburger Hofmalers Anton Clemens Lünenschloß, das vormals als Altarblatt diente.
Die Orgel wurde 1898 von der württembergischen Orgelbaufirma Weigle erbaut und besitzt 16 Register auf 2 Manualen und Pedal, die pneumatisch zum Erklingen gebracht werden.